# Lavey

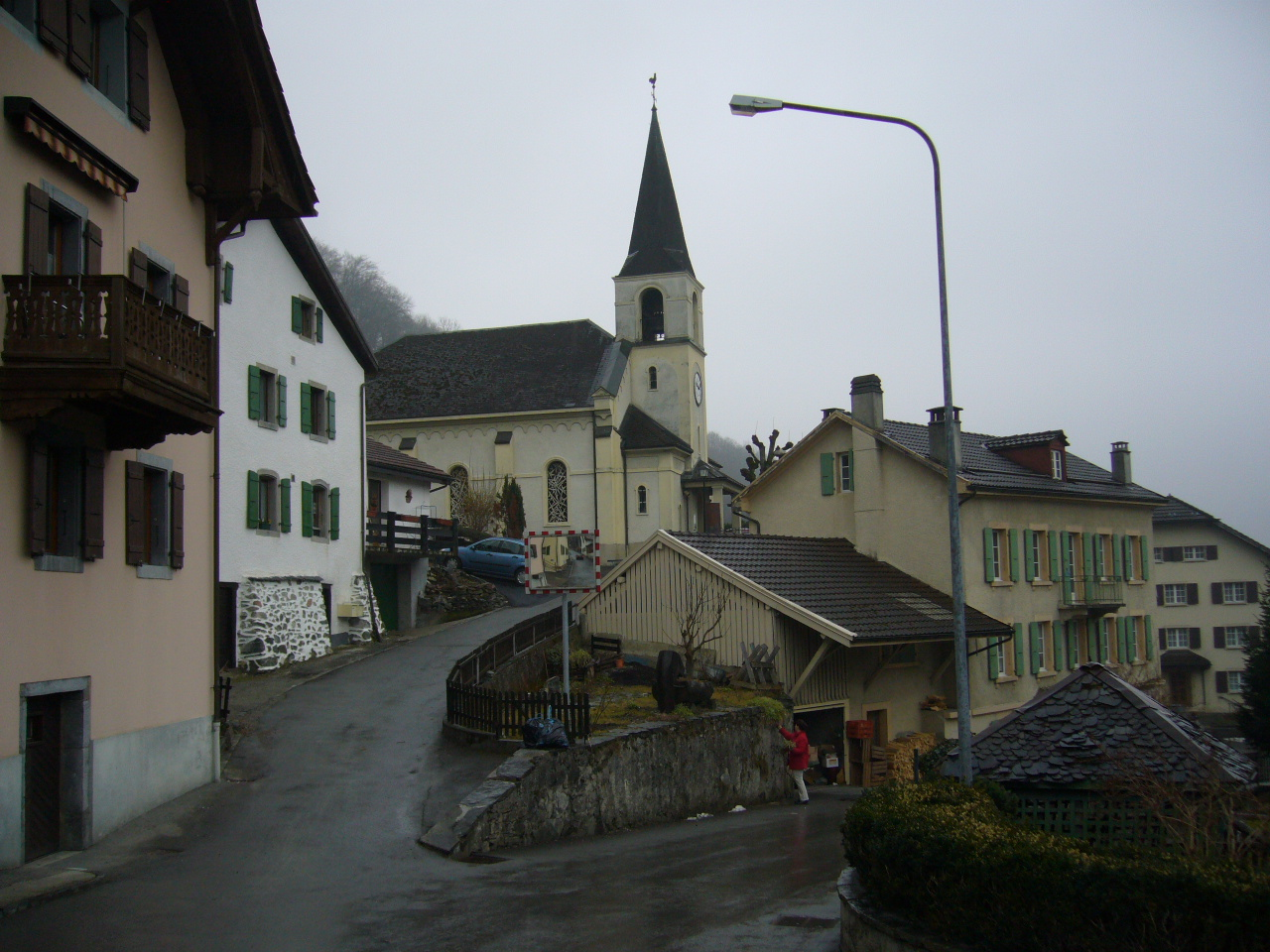
La Iglesia del municipio de Lavey, Suiza

Lavey es un antiguo municipio en el distrito de Aigle en el cantón de Vaud, Suiza.
Fue por primer registrado en el año 1016 como A Laver. En 1189  era conocido como Laveto.
El municipio contuvo los pueblos Lavey-Village y Lavey-les-Bains. Tenía 138 habitantes en 1764, que aumentó a 185 en 1803 y a 251 en 1850.
En 1970 el municipio se fusionó con el municipio vecino Morcles para formar un municipio nuevo y más grande Lavey-Morcles.
- Datos: Q15241950